# Citroën C4 Picasso

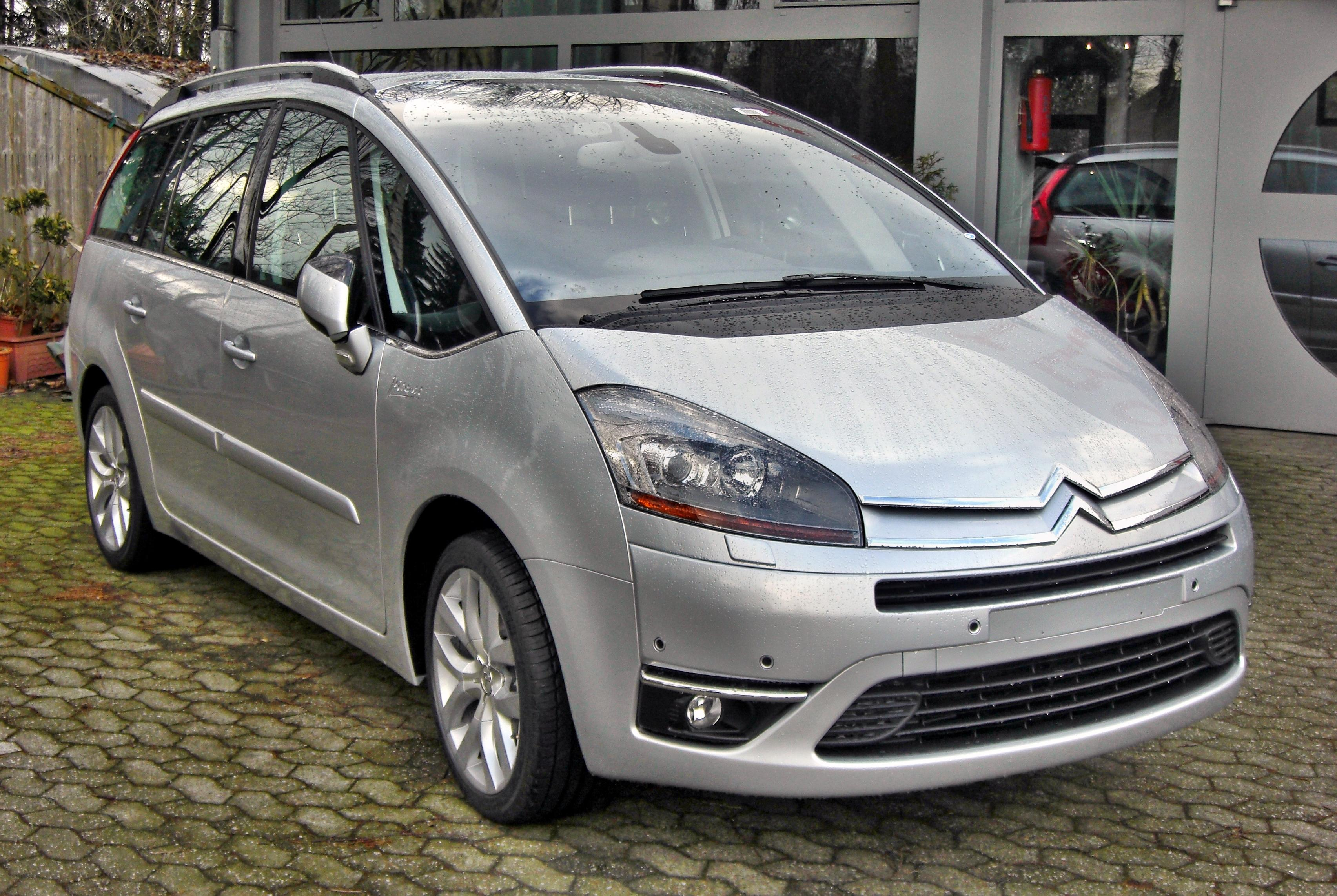
Citroën Grand C4 Picasso (2006).

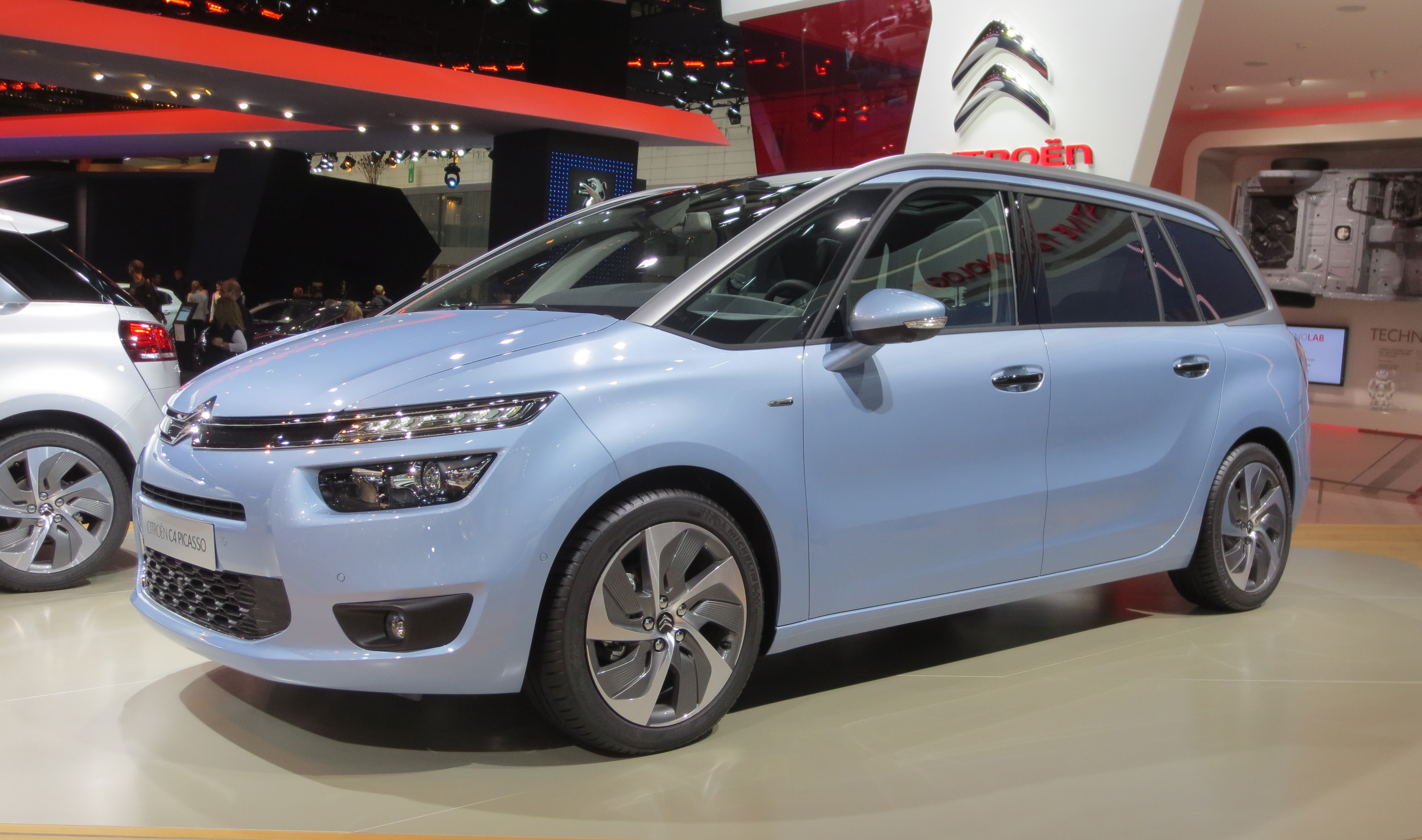
Citroën C4 Picasso II (2013) (Auto Bild goldene Lenkrad 2014).

Citroën C4 Picasso är en MPV-modell som presenterades 2006 då den kompletterade Xsara Picasso som 2007 fortfarande tillverkas. Modellen finns i två längdutföranden där den större varianten, Grand, har en annorlunda bakdel och plats för sju, medan den mindre modellen endast har fem sittplatser. Tekniskt bygger C4 Picasso på C4 och Peugeot 307 och knyter formmässigt an till övriga modeller i Citroënfamiljen. Inredningen är flexibel med ett antal förvaringsfack som standard och en centralt placerad instrumentpanel. Transmissionen sker antingen via en femväxlad manuell växellåda, eller med en nyutvecklad sexstegad halvautomatisk växellåda (EGS). Modellen fick högsta betyg (fem stjärnor) vid ett krockprov av den oberoende organisationen EuroNCAP.

## Motorer
- 1,4 L Bensin 90 hk
- 1,6 L Bensin, 110 hk
- 1.8 L Bensin, 16V, 127 hk
- 2.0 L Bensin, 16V, 143 hk
- 1.6 L DV6 HDi Diesel, 110 hk
- 2.0 L DW10 HDi Diesel, 138 hk

## Utföranden
- LX
- SX
- VTR+
- Exclusive